# بيليم غيريرو
بيليم غيريرو (بالإسبانية: Belem Guerrero Méndez) مواليد 8 مارس 1974 في مدينة مكسيكو، هي متسابقة دراجات مكسيكية سابقة. سبق أن شاركت في دورة الألعاب الأولمبية الصيفية وفازت بميدالية أولمبية.

## الميداليات
| الميدالية | المسابقة                       |
| --------- | ------------------------------ |
| فضية      | الألعاب الأولمبية الصيفية 2004 |

## روابط خارجية
- بيليم غيريرو على موقع أرشيف الدراجات (الإنجليزية)
- بيليم غيريرو على موقع إحصائيات الدراجات الإحترافية (الإنجليزية)
- بيليم غيريرو على موقع أوليمبيديا (الإنجليزية)